# Cerastium capense
Cerastium capense là loài thực vật có hoa thuộc họ Cẩm chướng. Loài này được Sond. mô tả khoa học đầu tiên năm 1860.